# Дети Выдры (проект)
Дети выдры — музыкальный совместный этномифологический проект на музыку российского композитора-минималиста и музыковеда Владимира Мартынова, созданный по мотивам «сверхповестей» «Дети выдры» и «Зангези» русского поэта Велимира Хлебникова.

## История
Идея проекта принадлежит российскому продюсеру Александру Чепахурину. Основным посылом проекта явился уход от академической музыки и возвращение к народным музыкальным истокам. Мировая премьера сюиты состоялась в 2009 году в Перми на сцене органного зала Пермской краевой филармонии. Впоследствии её исполняли в Киеве, Санкт-Петербурге и Москве. За текстовую основу музыкального произведения композитором было взято сочетание антиподных строк из «сверхповестей» Велимира Хлебникова.

## Музыка
Инструментально-вокальная сюита на тексты Велимира Хлебникова представляет собой синтез музыки струнного ансамбля с народным тувинским горловым пением, академическим камерным хором и фортепьяно. По замыслу композитора в произведении сталкиваются, соединяются и разрушаются музыкальные пассажи разных эпох и ритуалов. Сюита начинается многократным повторением фразы «Мы — дети выдры», с постепенным нарастанием барабанных ударов. Далее в музыкальную ткань вступают струнный ансамбль и хор, который поёт слова «Укс, кукс, эль!». Следом возникает горловое пение со звучанием этнических инструментов. На протяжении всего музыкального произведения композитор использует приём рефрена. Опус завершается словами: «Когда умирают кони — дышат, когда умирают травы — сохнут, когда умирают солнца — они гаснут, когда умирают люди — поют песни».

## Участники проекта
- Пермская краевая филармония
- Владимир Мартынов — фортепьяно
- Академия старинной музыки Татьяны Гринденко — струнные
- Группа «Хуун-Хуур-Ту» — вокал, народные инструменты
- Хор «Млада» — вокал

## Дискография
- 2010 — «Дети Выдры». Green Wave Records, Россия (GRDVD)[4]
- 2012 — «Дети Выдры». Green Wave Records, Россия (CD)[4]
- 2018 — «Дети Выдры». Jaro Medien, Германия (CD)[4]